# Chaplin’s World
Chaplin’s World, auch Chaplin’s World by Grévin, ist ein 2016 eröffnetes Museum in Corsier-sur-Vevey im Kanton Waadt in der Schweiz. Es befindet sich zum Teil in der denkmalgeschützten Villa Manoir de Ban, die dem britischen Komiker, Schauspieler, Regisseur und Komponisten Charlie Chaplin und seiner Familie von 1953 bis zu seinem Tod 1977 als Wohnsitz diente, zum Teil in einem daneben errichteten Neubau.

## Geschichte

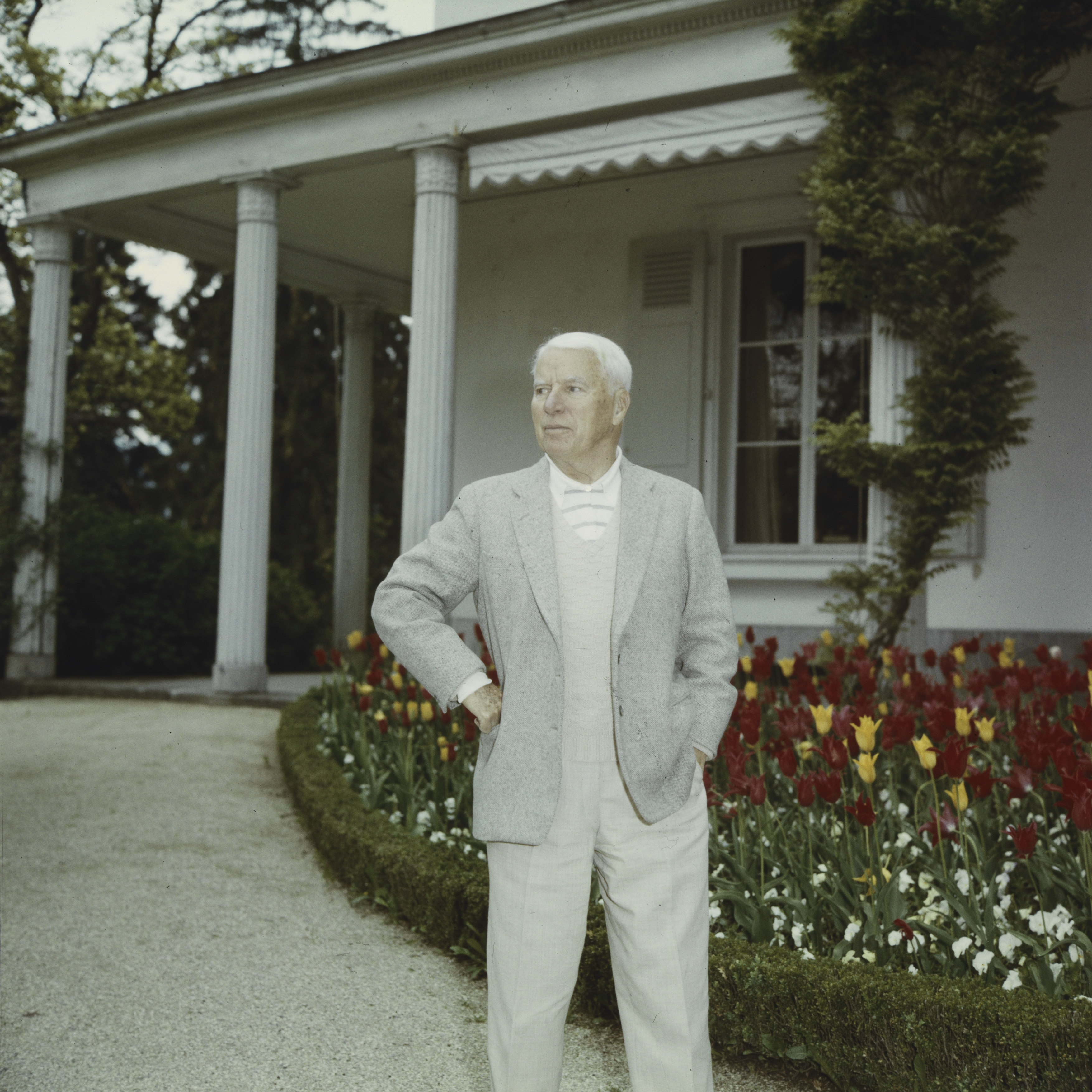
72. Geburtstag von Charlie Chaplin, 16. April 1961, Foto: Comet Photo, Bildarchiv ETH-Bibliothek Zürich

Charlie Chaplin, der als britischer Staatsbürger lange in den USA gelebt hatte, reiste Ende 1952 nach London. Ursprünglich nur als Kurzbesuch geplant, blieb Chaplin schliesslich bis an sein Lebensende in Europa. In den USA wurde er zur Zeit des McCarthyismus „unamerikanischer Umtriebe“ verdächtigt, was ihm die Wiedereinreise stark erschwert hätte.
Aus finanziellen Gründen und wegen des Klimas liess er sich mit seiner Familie in der Schweiz nieder. Im Januar 1953 zog die Familie Chaplin  zur Miete ins Manoir de Ban ein und kaufte die Villa bereits einen Monat später.
Nach Chaplins Tod lebte seine Witwe Oona O’Neill weiter in der Villa, wo sie 1991 starb. Später stand das Haus lange Jahre leer, nachdem zuletzt noch Chaplins Kinder Eugene und Michael Chaplin darin gewohnt hatten. Bereits seit dem Jahr 2000 bestand die Idee, auf dem Grundstück ein Chaplin-Museum einzurichten. Initianten waren der Schweizer Architekt Philippe Meylan und der Museologe Yves Durand aus Québec. Das Projekt hatte die Unterstützung von Chaplins Erben und erhielt unter anderem einen Kredit des Kantons Waadt in Höhe von 10 Millionen Schweizer Franken. Dem Spatenstich 2011 folgte die Eröffnung des Museums letzten Endes am 16. April 2016, Chaplins 127. Geburtstag. Die Kosten des Projekts beliefen sich auf 60 Millionen Franken, wobei die Geldgeber hauptsächlich aus der Schweiz, Luxemburg und Kanada stammen, darunter die Investmentgesellschaft Genii Capital.

## Museum
Im Sinne von Chaplins Familie führt das Museum Dokumente aus Chaplins Leben mit szenischen, filmischen und virtuellen Inszenierungen zusammen. So enthält es über dreissig von Grévin entworfene und hergestellte Wachsfiguren von Chaplin und Personen aus seinem Umfeld wie Künstlern und Politikern, mit denen er in Berührung kam, sowie von Künstlern, die sich von Chaplin und seinem Werk inspirieren liessen. Die Ausstellung ist in zwei Bereiche für Chaplins privates (hauptsächlich im Manoir de Ban) und berufliches Leben (hauptsächlich im Neubau) aufgeteilt.

## FotogalerieChaplin’s World

### Aussenansichten

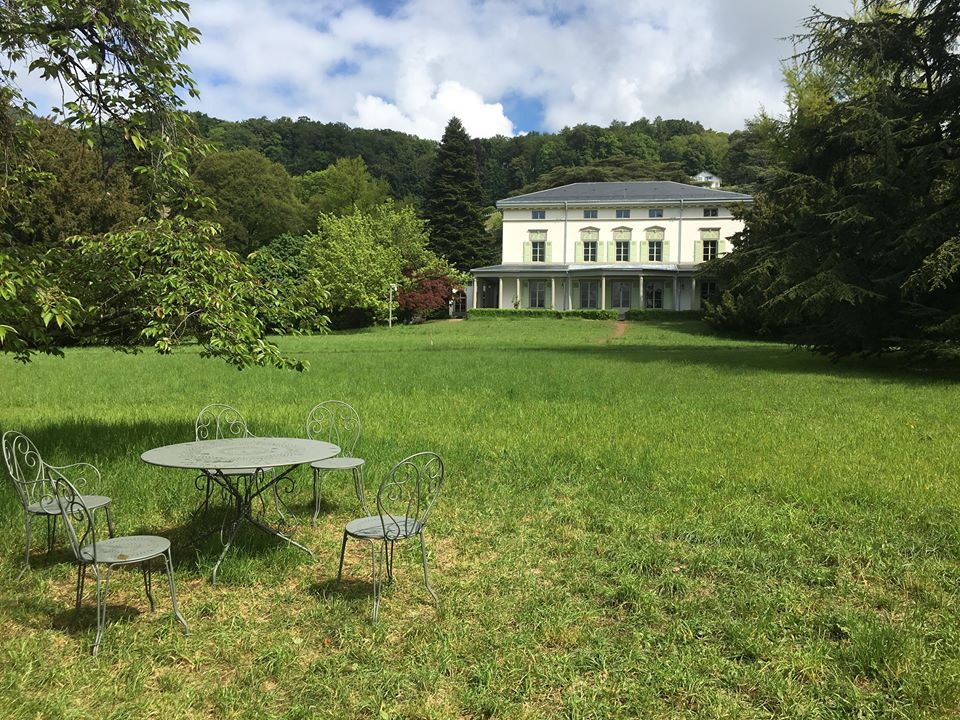
Manoir de Ban
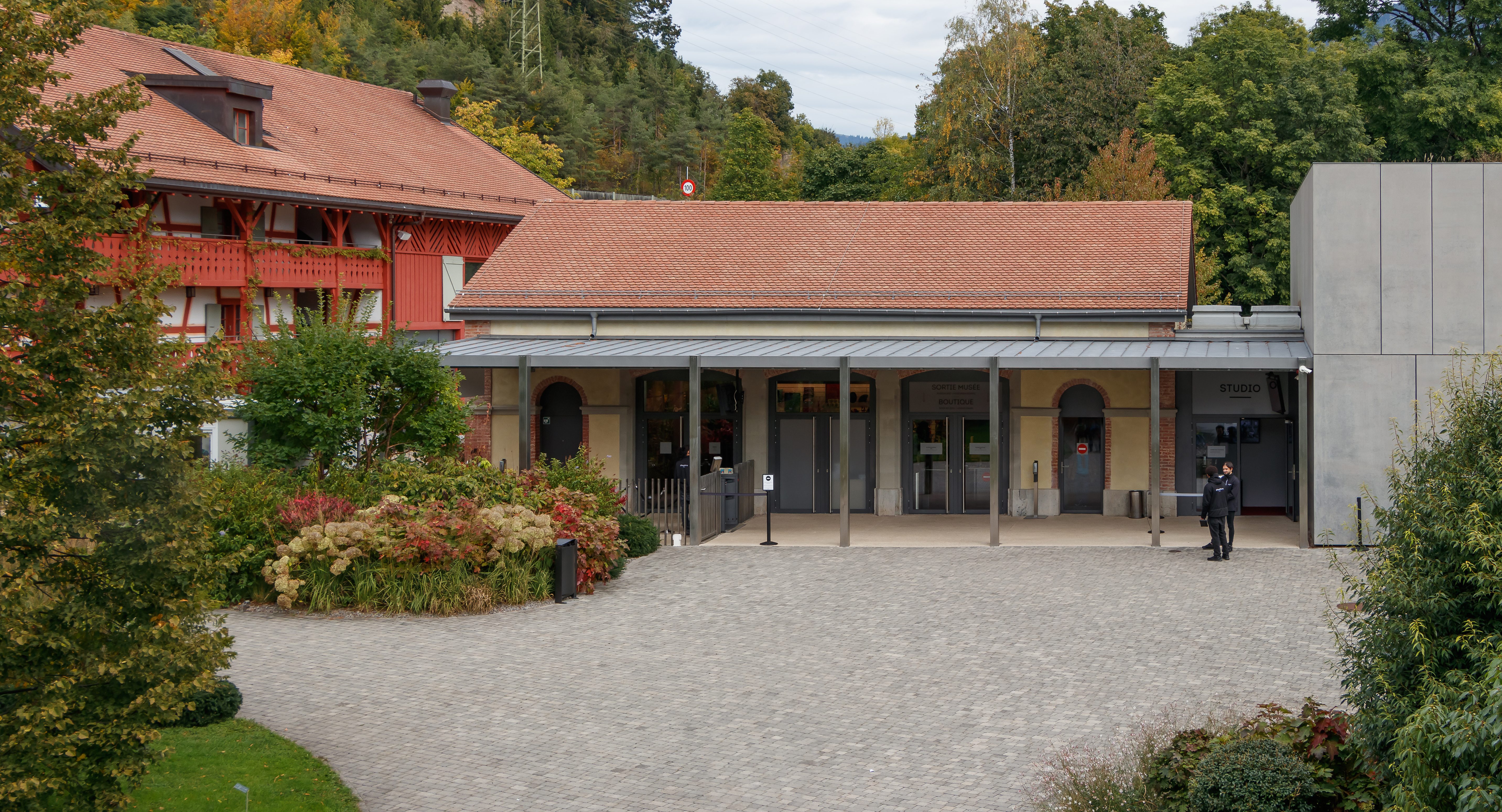
Eingangsbereich des Museumsneubaus
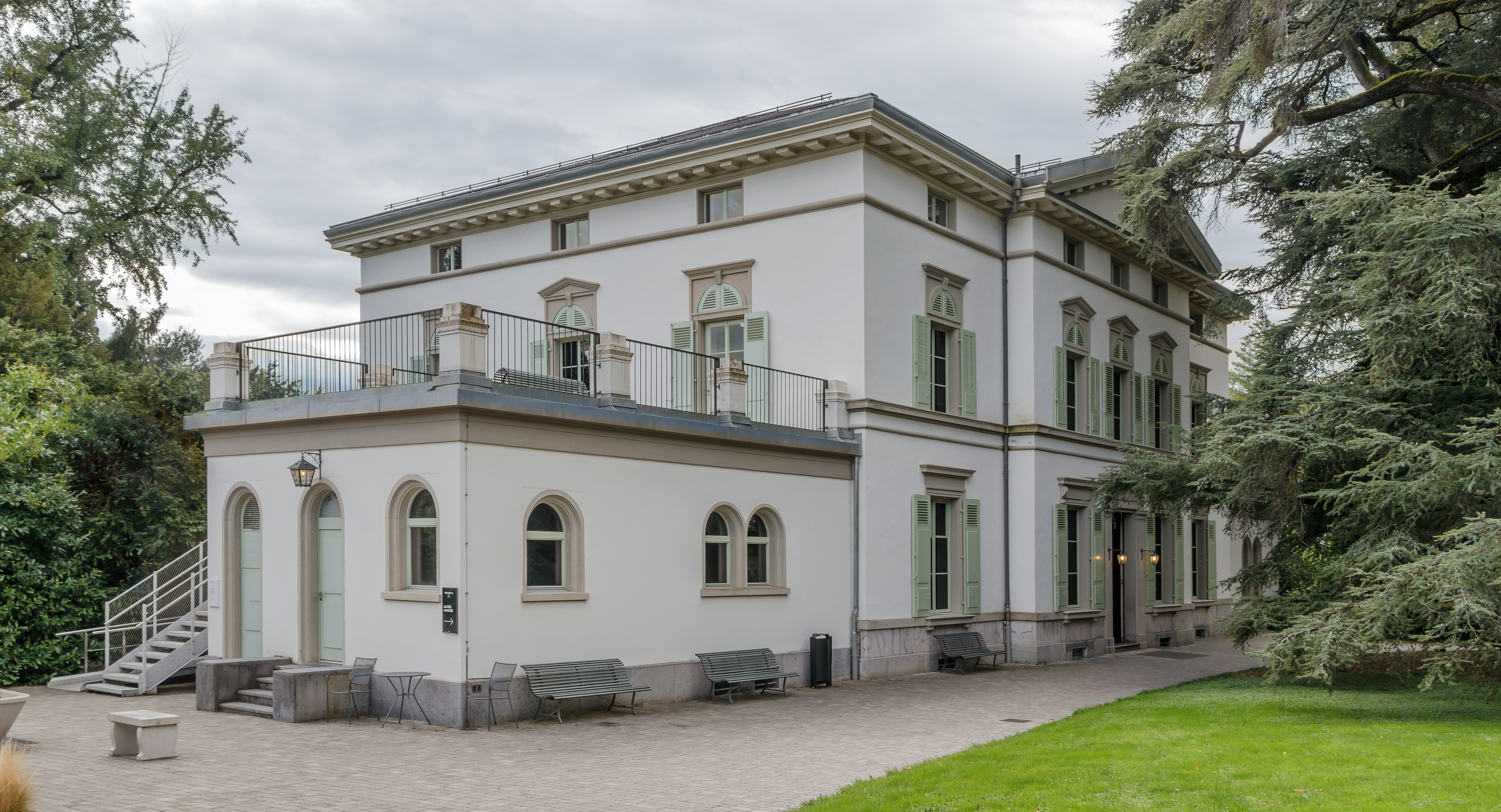
Manoir de Ban, Blick von Nordosten

### Innenansichten

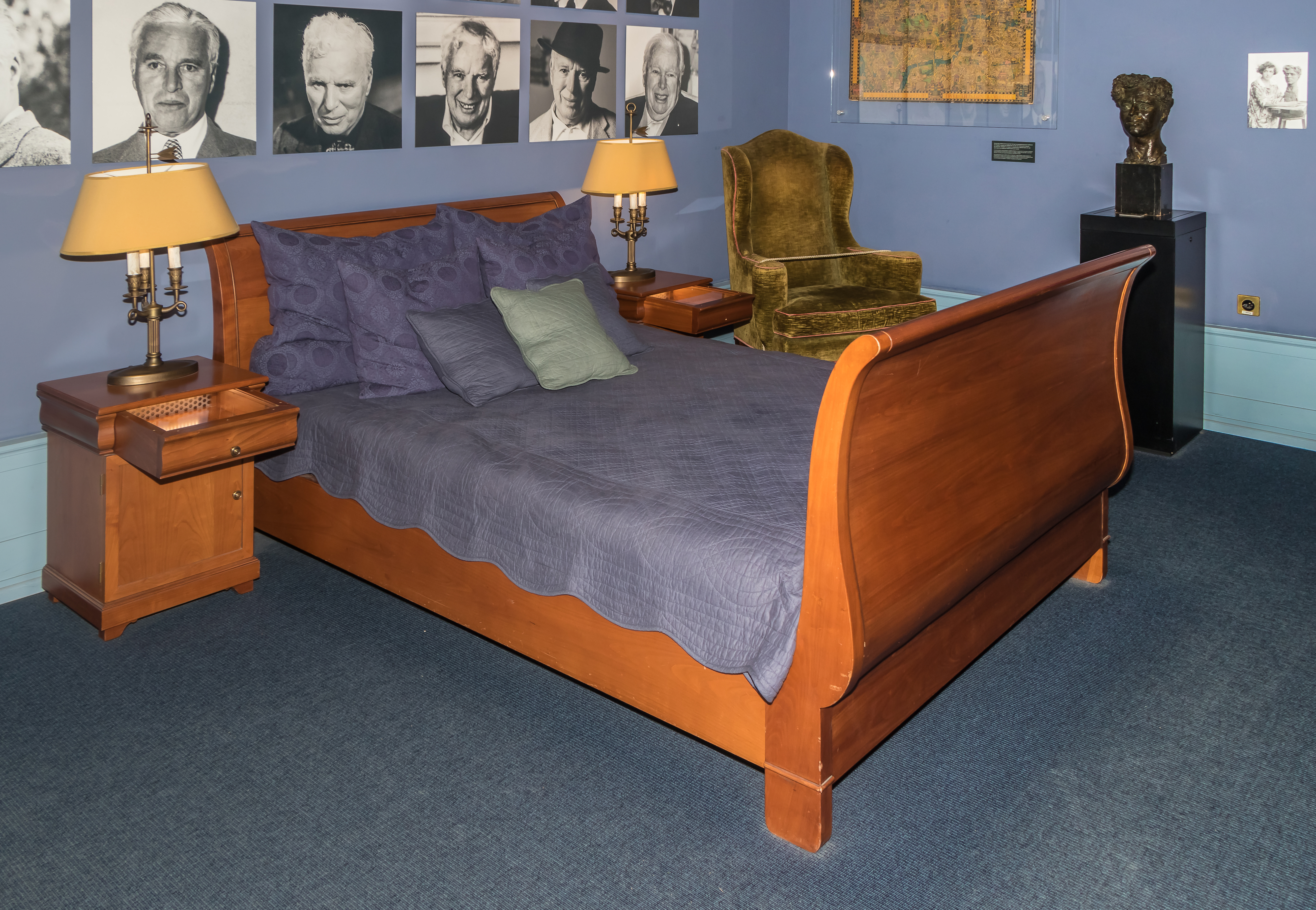
Charlie Chaplins Bett
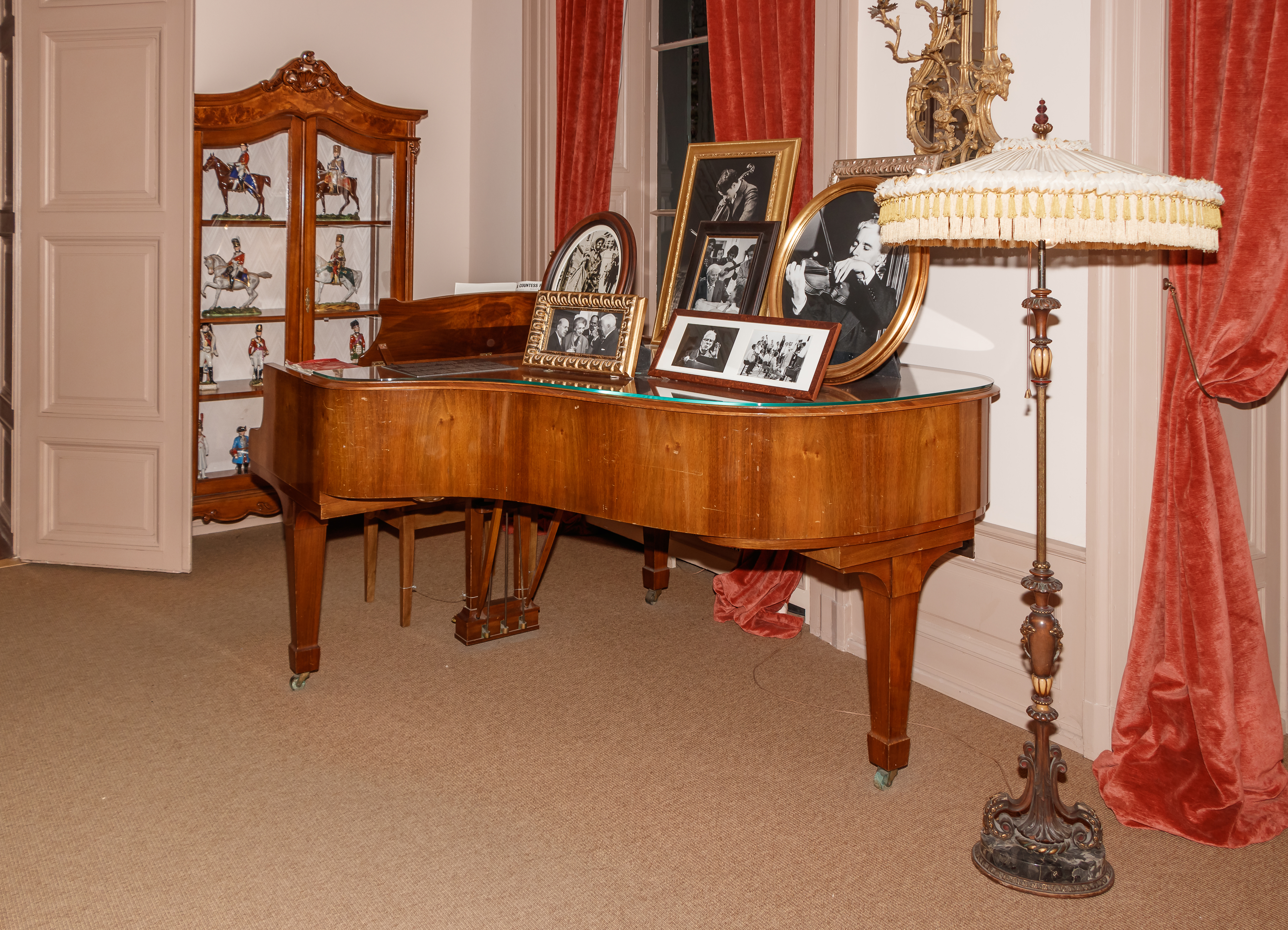
Flügel im Wohnzimmer
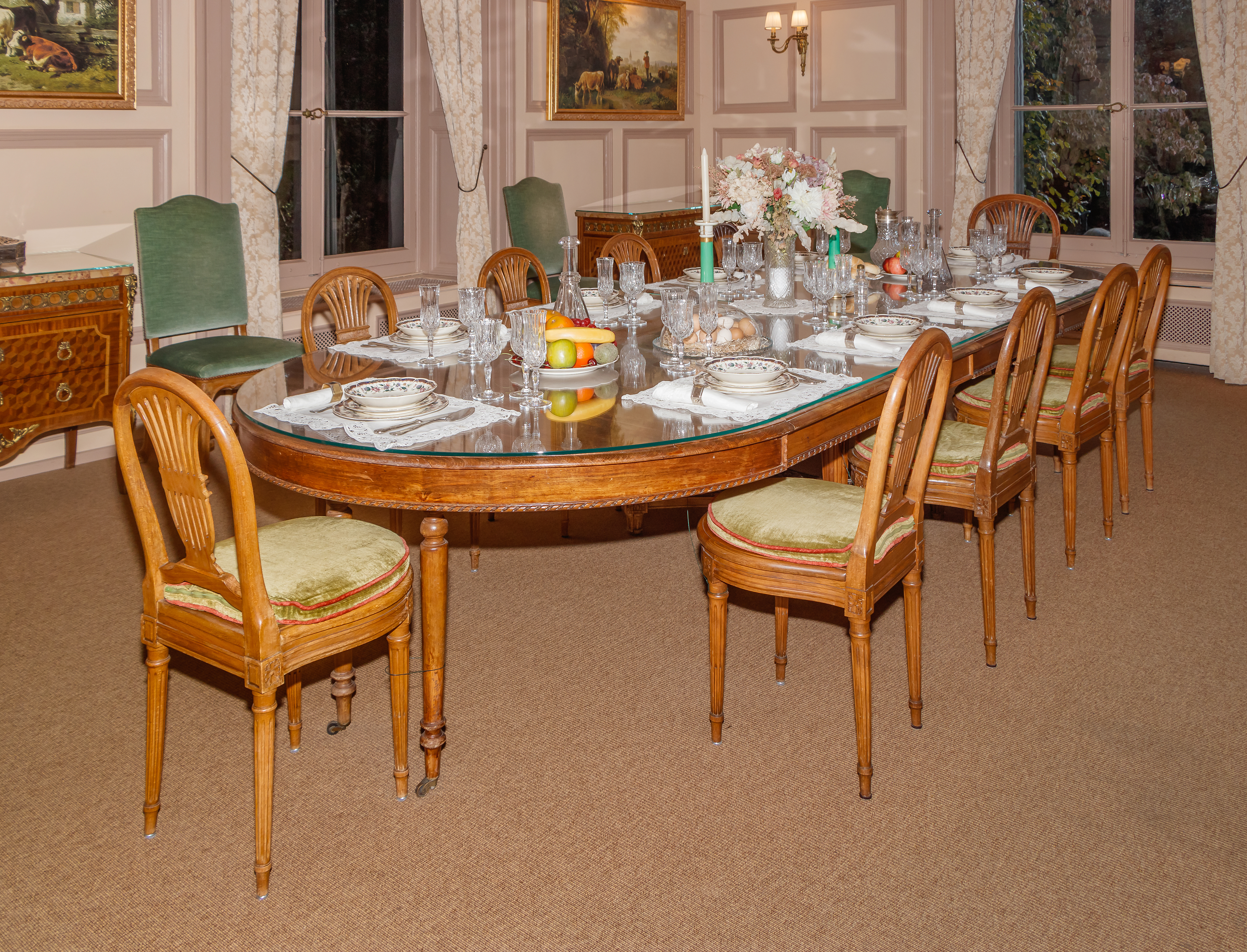
Esszimmer

Zu den Exponaten gehören unter anderem Chaplins Klavier, seine Violine, ein Kostüm für Chaplins Figur des „Tramps“, sein Goldener Löwe sowie ein Ehrenoscar von 1972 und der Oscar, den er 1973 nachträglich für die Filmmusik zu Rampenlicht erhielt. Die Ausstellungsstücke stammen sowohl aus Familienbesitz als auch von Privatsammlern, denen die Stiftung des Museums die Stücke abkaufen konnte.